# Leichtathletik-Weltmeisterschaften 2011/Teilnehmer (Ecuador)
| Gelbes Symbol für Goldmedaillen mit stilisierten Olympischen Ringen | Graues Symbol für Silbermedaillen mit stilisierten Olympischen Ringen | Braundes Symbol für Bronzemedaillen mit stilisierten Olympischen Ringen |
| ------------------------------------------------------------------- | --------------------------------------------------------------------- | ----------------------------------------------------------------------- |
| —                                                                   | —                                                                     | —                                                                       |

Der Leichtathletik-Verband Ecuadors stellte bei den Leichtathletik-Weltmeisterschaften 2011 im koreanischen Daegu fünf Teilnehmer.

## Ergebnisse

### Männer

#### Laufdisziplinen
| Bayron Piedra    | 10.000 m    |  |  |  |  | DNF          | DNF | DNF | DNF |
| Mauricio Arteaga | 20 km Gehen |  |  |  |  | DNF          | DNF | DNF | DNF |
| Andrés Chocho    | 50 km Gehen |  |  |  |  | 3:49:32 h AR | 10  |     |     |

#### Sprung/Wurf
| Athlet       | Disziplin  | Qualifikation | Qualifikation | Finale        | Finale        |
| Athlet       | Disziplin  | Weite/Höhe    | Platz         | Weite/Höhe    | Platz         |
| ------------ | ---------- | ------------- | ------------- | ------------- | ------------- |
| Diego Ferrín | Hochsprung | 2,21 m        | 23            | ausgeschieden | ausgeschieden |

### Frauen

#### Laufdisziplinen
| Athletin      | Disziplin   | Vorlauf | Vorlauf | Halbfinale | Halbfinale | Finale    | Finale |
| Athletin      | Disziplin   | Zeit    | Platz   | Zeit       | Platz      | Zeit      | Platz  |
| ------------- | ----------- | ------- | ------- | ---------- | ---------- | --------- | ------ |
| Yadira Guamán | 20 km Gehen |         |         |            |            | 1:45:15 h | 38     |